# Henri Brouillet
Henri Brouillet (* 1915 oder 1916 in Québec; † 3. Oktober 2010 in Lanaudière) war ein kanadischer Mediziner.
Der Zahnchirurg hatte von 1961 bis 1966 den Vorsitz des Ordre des dentistes du Québec inne. Anschließend war er von 1968 bis 1969 Präsident der Association dentaire canadienne, der kanadischen Zahnärztevereinigung.